# Polsko-niemiecki traktat o dobrym sąsiedztwie

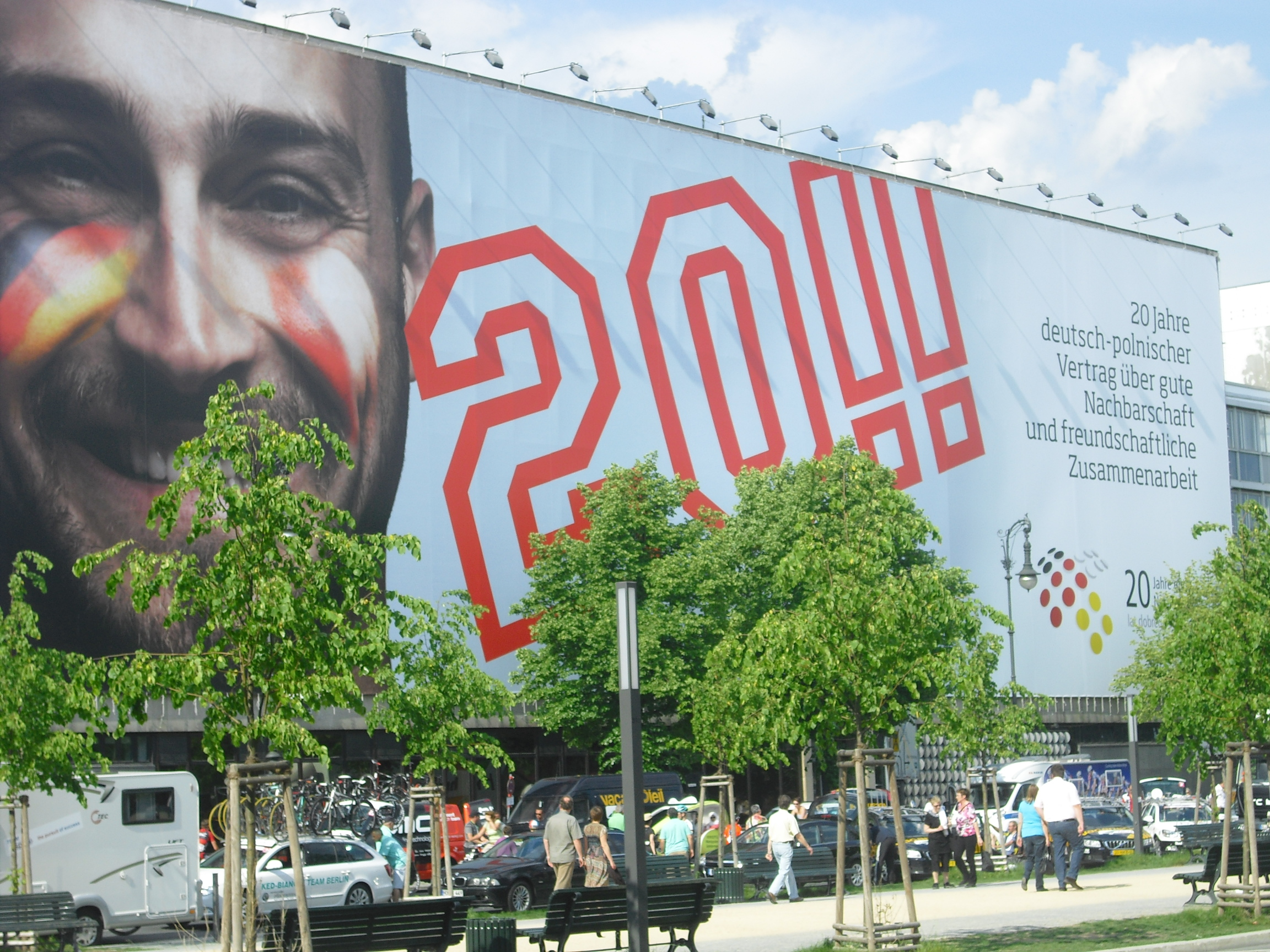
Plakat w Berlinie

Traktat o dobrym sąsiedztwie, oficjalnie: Traktat między Rzecząpospolitą Polską a Republiką Federalną Niemiec o dobrym sąsiedztwie i przyjaznej współpracy z 17.06.1991 r. (niem. Vertrag zwischen der Bundesrepublik Deutschland und der Republik Polen über gute Nachbarschaft und freundschaftliche Zusammenarbeit) – międzynarodowa umowa z 1991 roku, której stronami były Polska i Niemcy. Do podpisania traktatu doszło 17 czerwca w Bonn (Niemcy). Dokument podpisali, ze strony polskiej, Jan Krzysztof Bielecki i Krzysztof Skubiszewski, a ze strony niemieckiej Helmut Kohl i Hans-Dietrich Genscher.
Umowa stanowi uzupełnienie polsko-niemieckiego traktatu granicznego z 14 listopada 1990, będącego jednym z warunków zjednoczenia Niemiec (3 października 1990).
Obydwa układy zostały ratyfikowane przez parlamenty obydwu krajów pod koniec 1991 roku i weszły w życie 16 stycznia 1992 roku.

## Główne założenia umowy
Negocjowany ponad rok traktat podkreślał:
- znaczenie stosunków polsko-niemieckich dla jedności Europy
- uregulowanie kwestii niemieckiej mniejszości narodowej w Polsce oraz polskiej w Niemczech na zasadzie wzajemności
- konieczność intensyfikacji i rozbudowy wymiany kulturalnej
- zapewnienie współpracy młodzieży polskiej i niemieckiej (wraz z podpisaniem traktatu podpisano odrębną umowę założycielską organizacji międzynarodowej o nazwie Polsko-Niemiecka Współpraca Młodzieży (niem. Deutsch-Polnisches Jugendwerk)

Niemcy wyraziły w nim również zrozumienie dla polskich dążeń do integracji struktur Europy Zachodniej.